# Lieutenant du Québec
Le lieutenant politique du Québec (ou lieutenant québécois) est une personnalité politique du Québec (généralement un francophone et un député ou un candidat ou ancien candidat) qui est choisi par un chef de parti pour être son conseiller principal et/ou son porte-parole sur les questions spécifiques au Québec.
Ce rôle est d’autant plus privilégié lorsque le chef du parti politique est un anglophone, quoique plusieurs chefs francophones aient eu recours à cette stratégie,. Ce rôle est particulièrement connu au sein des médias, mais n'a aucune attitration officielle.
Quand le chef du parti politique en question est le premier ministre du Canada, la position de son lieutenant du Québec peut être ambigüe et perçue comme un filtre sur les échanges entre le gouvernement du Québec et le gouvernement fédéral. Ce poste peut être cumulé avec un portefeuille ministériel.
À titre de conseiller principal, la personnalité politique ainsi choisie est chargée d'informer son parti politique sur les aspects socio-culturels et juridiques du Québec qui diffèrent avec le reste du Canada. À titre de porte-parole, elle a pour tâches d'interagir avec les médias et la population afin de véhiculer le plus clairement possible les messages de son parti au sein de la population du Québec de manière à contrer les barrières culturelles et linguistiques qui pourraient influencer la communication. Il peut aussi intervenir en amont ou dans les campagnes électorales,.